# Parafia św. Doroty w Rosochatem Kościelnem
Parafia pw. św. Doroty w Rosochatem Kościelnem – rzymskokatolicka parafia należąca do dekanatu Czyżew, diecezji łomżyńskiej, metropolii białostockiej. Siedziba parafii mieści się w Rosochatem Kościelnem. Parafia istnieje co najmniej od 1458 roku. Prawdopodobnie została utworzona około 1420 roku, gdy założyciele wsi Jakub i Jan z Kleczkowa ufundowali w tym roku drewniany kościół. Prawdopodobnie w latach 1527–1546 budowano późnogotycki kościół pw. św. Doroty, stanowiący główną siedzibę parafii.
Do parafii przynależą miejscowości:

- Goski Duże
- Krzeczkowo-Gromadzyn
- Krzeczkowo Mianowskie
- Krzeczkowo-Nowe Bieńki
- Krzeczkowo-Stare Bieńki
- Krzeczkowo-Szepielaki
- Rosochate
- Rosochate Kościelne
- Rosochate Nartołty
- Zalesie-Stefanowo
- Zalesie Stare
- Zaręby-Bindugi
- Zaręby-Bolędy
- Zaręby-Choromany
- Zaręby-Góry Leśne
- Zaręby-Grzymały
- Zaręby-Kramki
- Zaręby-Krztęki
- Zaręby-Skórki
- Zaręby-Święchy
- Zaręby-Warchoły